# Haus Michal

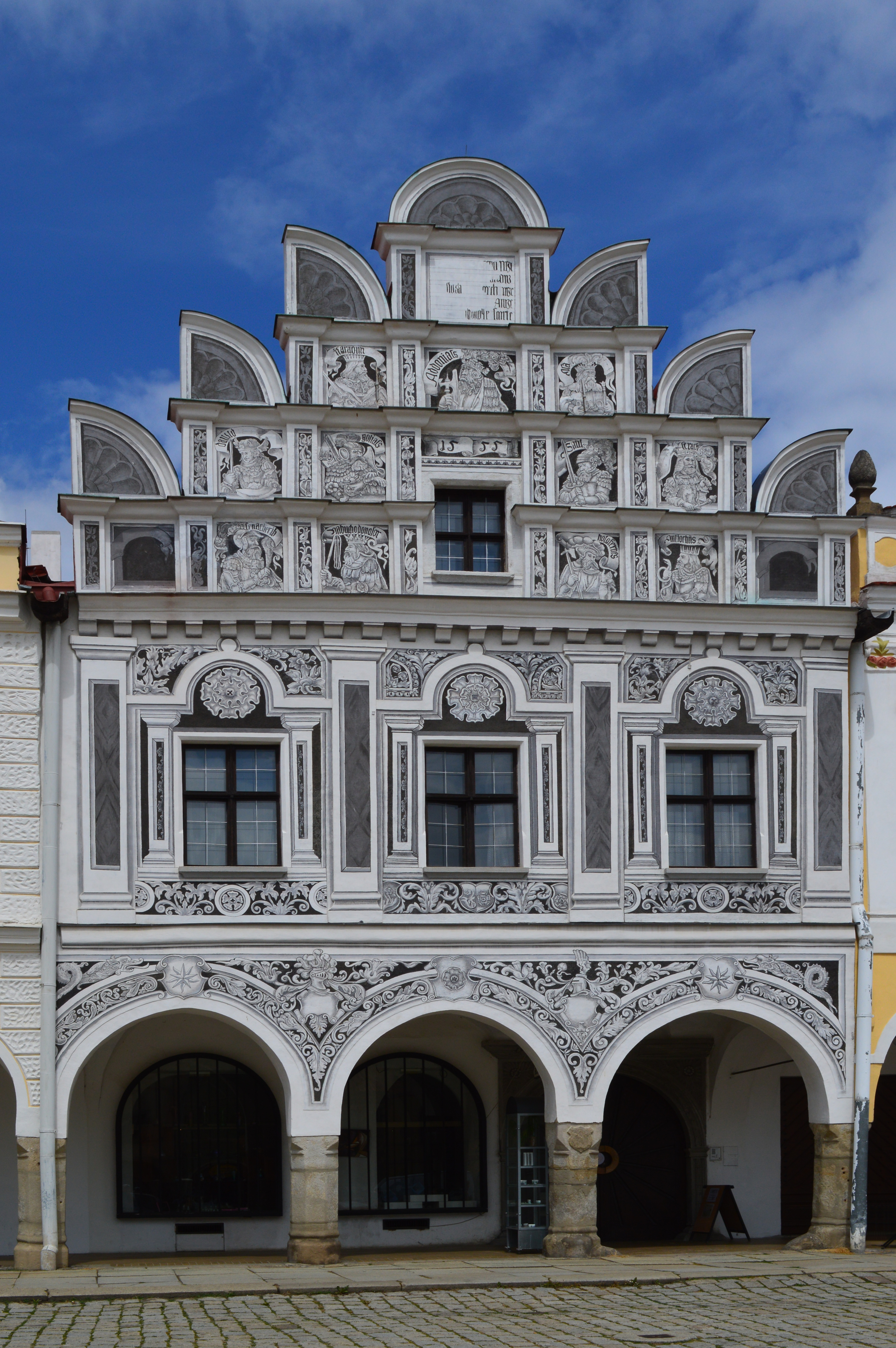
Haus Michal in Telč

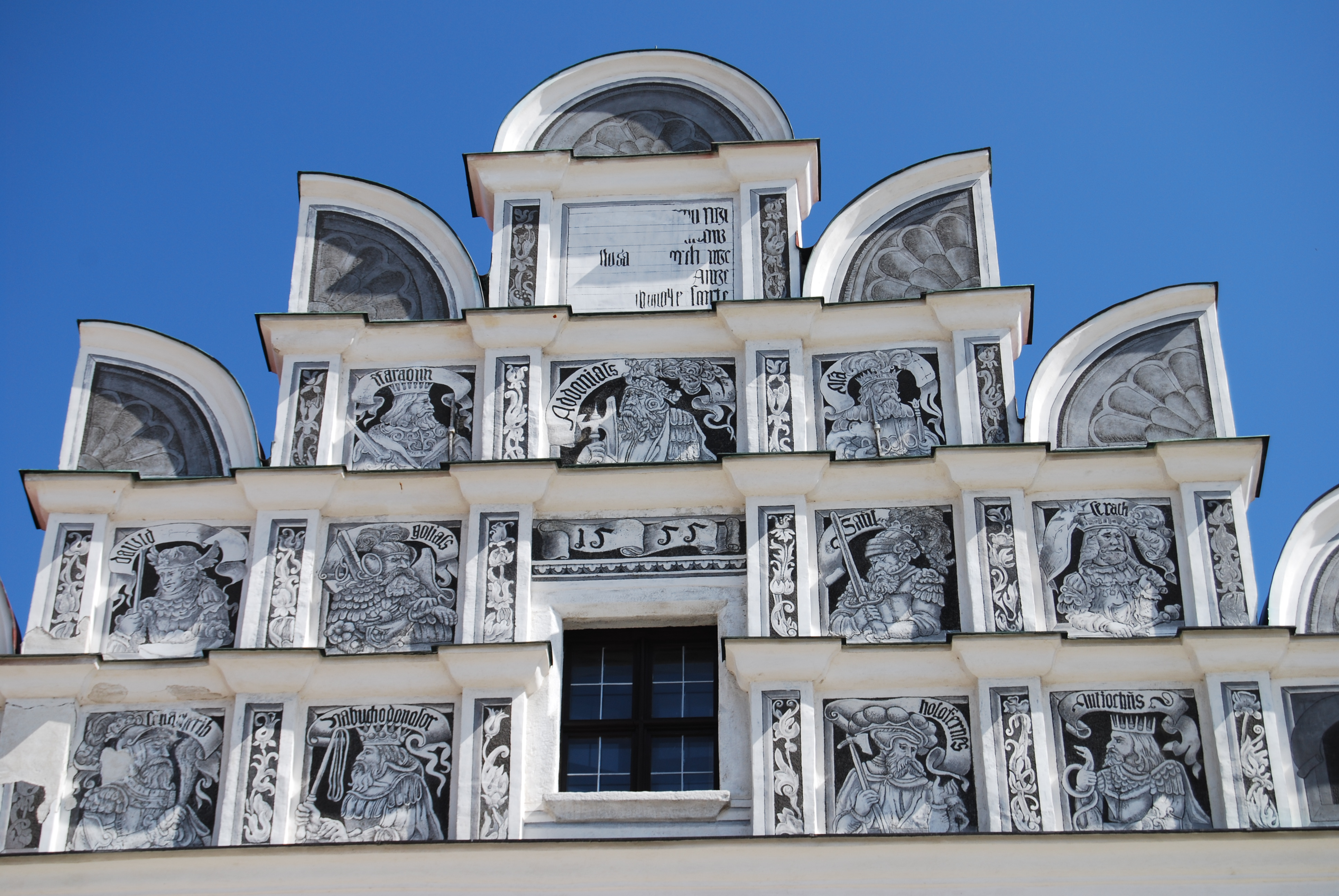
Giebel

Das Haus Michal (tschechisch Michalův dům) in Telč (deutsch Teltsch), einer tschechischen Stadt im Okres Jihlava der Region Vysočina, wurde vor 1530 errichtet. Das Wohnhaus am Marktplatz mit der Adresse Náměstí Zachariáše z Hradce Nr. 61 ist ein geschütztes Kulturdenkmal.
Das Gebäude wurde nach dem Besitzer Michal benannt, einem reichen Bäcker, Ratsherrn und Bürgermeister der Stadt, der 1533 das Haus kaufte. Er ließ 1555 die Fassade im Stil der Renaissance mit Sgraffiti umgestalten. Im Giebel werden elf Propheten des Alten Testaments dargestellt. In den Zwickeln der Laube sind die Wappen von Zacharias von Neuhaus und seiner Ehefrauen zu sehen. 
Das zweigeschossige Haus mit einem Bogengiebel venezianischer Art und Laubengang besitzt einen gotischen Gewölbekeller. Die Wölbung der Laube unterstützen oktogonale Pfeiler, von denen einer mit dem Bäckerzeichen, einer Brezel, endet.